# 2013 FT28
2013 FT28 est un objet transneptunien détaché. Son orbite est très allongée, il s'approche à proximité de l'orbite de Neptune et s'éloigne jusqu'à une distance environ dix fois plus importante. Il a été découvert en 2013, mais sa découverte n'a été annoncée que le 30 août 2016. Cet objet se trouverait du même côté du Système solaire que la Planète Neuf qui l'enfermerait dans une orbite stable. 